# Kokona Hiraki
Kokona Hiraki –en japonés, 開 心那, Hiraki Kokona– (Kutchan, 26 de agosto de 2008) es una deportista japonesa que compite en skateboarding, en la modalidad de parque. Participó en dos Juegos Olímpicos de Verano, obteniendo dos medallas de plata, en Tokio 2020 y París 2024, ambas en la prueba individual.

## Palmarés internacional
| Juegos Olímpicos | Juegos Olímpicos | Juegos Olímpicos | Juegos Olímpicos |
| Año              | Lugar            | Medalla          | Prueba           |
| ---------------- | ---------------- | ---------------- | ---------------- |
| 2020             | Tokio (Japón)    | Medalla de plata | Parque           |
| 2024             | París (Francia)  | Medalla de plata | Parque           |